# Melker Svärd Jacobsson
Melker Svärd-Jacobsson (ur. 8 stycznia 1994) – szwedzki lekkoatleta, tyczkarz.
Reprezentant kraju w meczach międzypaństwowych w różnych kategoriach wiekowych. Medalista mistrzostw Szwecji.

## Osiągnięcia
| Rok  | Impreza                                        | Miejsce         | Pozycja           | Wynik |
| ---- | ---------------------------------------------- | --------------- | ----------------- | ----- |
| 2010 | Kwalifikacje do igrzysk olimpijskich młodzieży | Moskwa          | 1. miejsce        | 5,00  |
| 2010 | Igrzyska olimpijskie młodzieży                 | Singapur        | 4. miejsce        | 4,85  |
| 2011 | Mistrzostwa świata juniorów młodszych          | Lille Metropole | 2. miejsce        | 5,15  |
| 2012 | Mistrzostwa świata juniorów                    | Barcelona       | 6. miejsce        | 5,35  |
| 2013 | Halowe mistrzostwa Europy                      | Göteborg        | el. – 14. miejsce | 5,50  |
| 2014 | Mistrzostwa Europy                             | Zurych          | el. – 19. miejsce | 5,30  |
| 2016 | Mistrzostwa Europy                             | Amsterdam       | –                 | DNS   |
| 2016 | Igrzyska olimpijskie                           | Rio de Janeiro  | el. –             | DNS   |
| 2018 | Halowe mistrzostwa świata                      | Birmingham      | 9. miejsce        | 5,60  |
| 2018 | Mistrzostwa Europy                             | Berlin          | el. –             | NH    |
| 2019 | Halowe mistrzostwa Europy                      | Glasgow         | 3. miejsce        | 5,75  |
| 2019 | Superliga drużynowych mistrzostw Europy        | Bydgoszcz       | 2. miejsce        | 5,71  |
| 2019 | Mistrzostwa świata                             | Doha            | el. –             | DNS   |

## Rekordy życiowe
- skok o tyczce (stadion) – 5,71 (2019)
- skok o tyczce (hala) – 5,82 (2019)